# Гусєв Андрій Валерійович
Андрі́́й Вале́рійович Гу́сєв (нар. 24 листопада 1980, м. Дніпропетровськ — пом. 03 червня 2023, Харківська область) — український військовослужбовець, підполковник Національної гвардії України, учасник російсько-української війни, що відзначився і загинув під час відбиття російського вторгнення в Україну. Герой України (2024, посмертно).

## Життєпис
Народився 24 листопада 1980 року у м. Дніпропетровську. Вищу освіту за фахом «Журналіст-міжнародник» здобув 2002 року у Дніпропетровському національному університеті імені Олеся Гончара, крім того, паралельно навчався на вечірньому відділенні юридичного факультету. Потому кілька років працював кореспондентом місцевої газети та юристом у Державній виконавчій службі. 
З дитинства активно займався спортом, здобув звання кандидата в майстри спорту з тхеквондо. 30-річним «захворів» автомобільним спортом, згодом здобувши звання майстра спорту України, а у 2014 році — титул чемпіона України з трофі-рейдів. Також захоплювався мотоциклами, був членом байкерської спільноти «Moto Heaith».
Захопившись пірнанням із аквалангом на відпочинку у Єгіпті, пройшов ряд навчальних курсів і здобув сертифікат інструктора з дайвінгу. 2010 року вирішив об'єднати хобі з роботою, вступив до лав рятувального підрозділу на воді, за кілька років обійняв посаду заступника начальника аварійно-рятувальної частини на водних об'єктах управління МНС у м. Дніпропетровську.
2015 року пройшов відбір на посаду офіцера водолазної групи спеціального призначення окремого загону спеціального призначення Південного територіального управління Національної гвардії України, за вісім років став командиром цієї групи. З 2016 року неодноразово відряджався у райони проведення антитерористичної операції та операції Об'єднаних сил на Сході України, успішно виконав десятки завдань, зокрема, на окупованій території.
Після російського вторгнення в Україну продовжив виконувати завдання на різних ділянках фронту. У званні підполковника був командиром групи спеціального призначення 3-го окремого загону спеціального призначення «Омега» Центру спеціального призначення Національної гвардії України. Група під його керівництвом неодноразово виконувала завдання з розвідки та знищувала ворога у Донецький, Запорізькій, Луганській, Харківській областях. Був нагороджений медаллю «За військову службу Україні» та орденом Богдана Хмельницького ІІІ ступеня.
3 червня 2023 року на Харківщині група під керівництвом підполковника Гусєва потрапила в засідку російських окупантів. Андрій намагався врятувати підлеглих, фактично прийняв вогонь на себе, зазнав численних вогнепальних поранень і випав за борт човна.
13 серпня 2023 року похованиий з військовими почестями у м. Дніпрі.

## Нагороди
- Звання Герой України з удостоєнням ордена «Золота Зірка» (23 серпня 2024, посмертно) — за особисту мужність і героїзм, виявлені у захисті державного суверенітету та територіальної цілісності України, самовіддане служіння Українському народові[4]. Нагороду вручив рідним Андрія Гусєва Президент України Володимир Зеленський у Києві 31 січня 2025 року[1];
- орден Богдана Хмельницького III ступеня (24 січня 2023) — за особисту мужність і самовідданість, виявлені у захисті державного суверенітету та територіальної цілісності України, вірність військовій присязі, сумлінне та бездоганне служіння Українському народові[5];
- Медаль «За військову службу Україні» (23 березня 2018) — за особисту мужність, виявлену у захисті державного суверенітету і територіальної цілісності України, зразкове виконання військового обов’язку та високий професіоналізм[6]